# Locomotiva ČSD ES 499.1
La locomotiva ES 499.1 è una locomotiva elettrica delle Ferrovie dello Stato cecoslovacche bicorrente, a controllo di potenza elettronico multiruolo. Venne considerata, in Cecoslovacchia, capostipite della seconda generazione di locomotive elettriche. Il gruppo 499.1 corrisponde all'odierno (2013) gruppo ČD e ŽSR 363 .

## Storia

### Le premesse
Alla fine degli anni sessanta le ferrovie cecoslovacche avvertirono la necessità di rinnovamento del parco rotabili elettrici di trazione costituito da locomotive di concezione ormai obsoleta e di onerosa manutenzione quali le locomotive serie 140 e 141 della flotta ČSD. Le richieste volte alla Skoda, uno dei massimi costruttori di rotabili dell'area comunista del tempo, furono quelle di una locomotiva il più possibile modulare, con componenti il più possibile intercambiabili e in grado di sostenere velocità dell'ordine dei 160 km/h (anche se la rete non permetteva ancora tali valori) in previsione di futuri potenziamenti.

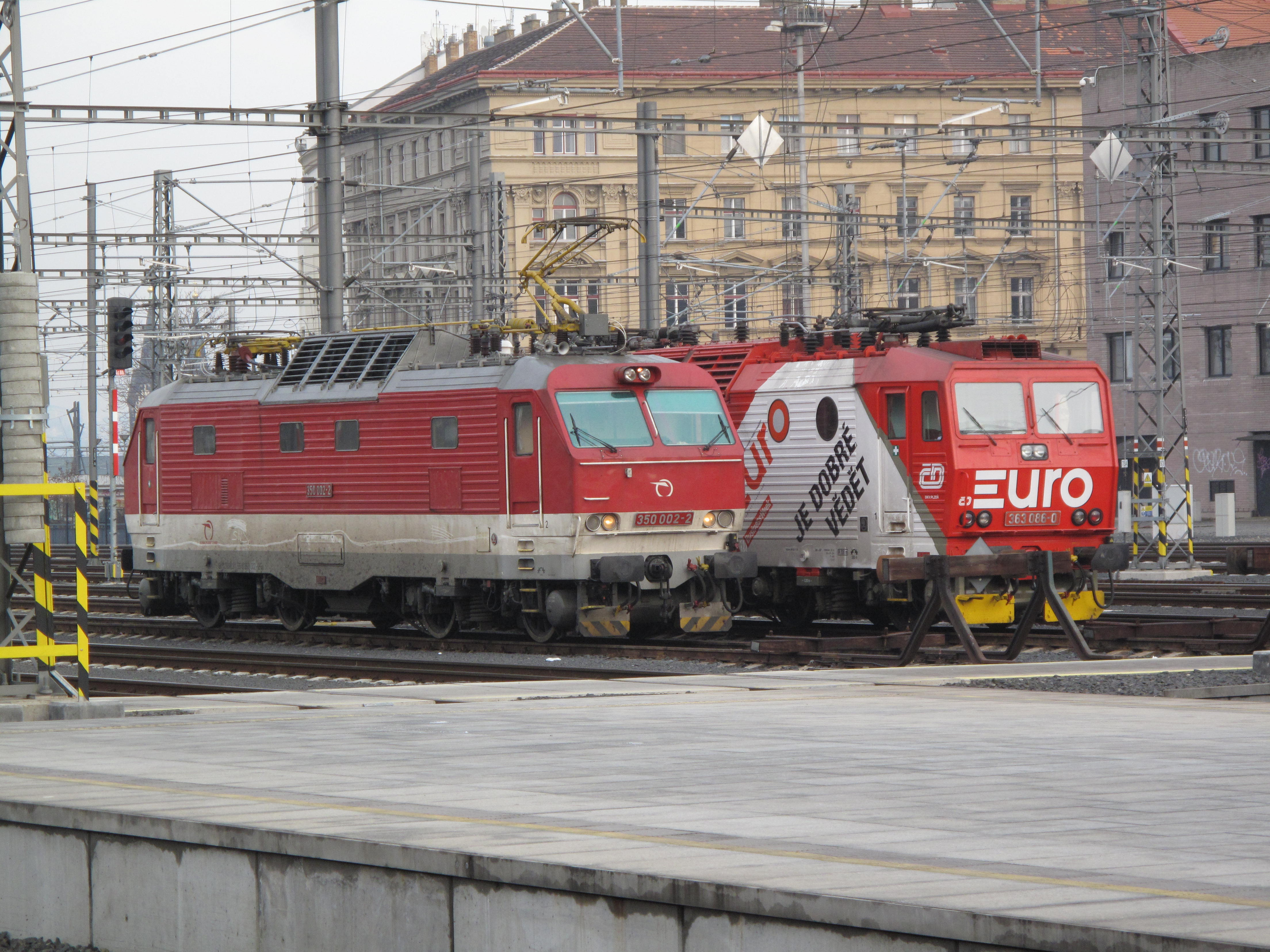
Locomotive 350 e 363: prima e seconda generazione affiancate (già gruppo ES 499.0 e ES 499.1)

La rete del Paese era per la maggior parte a corrente continua a 3 kV, frutto della ricostruzione del secondo dopoguerra con qualche area (sud-ovest della Boemia e parte dell'attuale Slovacchia) la cui rete era a corrente alternata monofase a 25 kV, 50 Hz. All'inizio degli anni settanta la Skoda consegnò due prototipi, immatricolati come ES 499.0 001 e 002, che vennero lungamente provati sul circuito di Velim nei pressi di Praga. I test avevano lo scopo di verificare le prestazioni della locomotiva sia in termini di potenza, accelerazione, velocità e frenatura che in termini di tenuta e di aggressività nei confronti del binario. Le due locomotive si dimostrarono superiori alle aspettative e addirittura la 0002 raggiunse la velocità di 210 km/h. Quanto al comportamento dinamico le macchine si dimostrarono eccellenti; le sollecitazioni indotte sul binario a 200 km/h erano circa quelle indotte a 100 km/h dalle vecchie locomotive. Caratteristica basilare delle locomotive era quella di poter funzionare sia sulla rete a corrente continua che su quella a corrente alternata; costituirono, assieme alle 18 unità consegnate in seguito, il gruppo ES 499.0 dal quale all'inizio degli anni ottanta vennero derivati i prototipi ES 499.1. Il gruppo ES 499.0, dal 1987, divenne gruppo 350.

### Gli sviluppi: la seconda generazione
Entro il 1980 la Škoda aveva approntato i primi due prototipi di locomotive della nuova serie, tipo Škoda 69E, che dopo i collaudi furono consegnati alle CSD nel mese di dicembre del 1981 e immatricolati nel parco delle ferrovie cecoslovacche come ES 499.1 001 e 002. Nel 1984 erano state immatricolate dieci locomotive della serie e messe in servizio.
Nel 1987 le ferrovie dello stato riordinarono i rotabili secondo un nuovo sistema di numerazione e le locomotive del gruppo ES 499.1 vennero riclassificate nel gruppo 363. La marcatura rimase anche dopo la divisione della rete in rete ceca e rete slovacca. Le macchine vennero costruite fino al 1990, con un totale di 181 locomotive consegnate da Škoda in cinque serie successive. Nei primi anni novanta un ordine di costruzione previsto per la costruzione di 30 nuove locomotive (che avrebbero costituita la serie ČD 362) non ebbe seguito per difficoltà finanziarie dell'azienda ferroviaria. In seguito un certo numero di locomotive ČD 363 e ŽSR 363 vennero modificate nella trasmissione e nei carrelli per elevarne la velocità massima a 140 km/h; dopo tale modifica vennero a costituire il nuovo gruppo 362.
Le locomotive del gruppo 363 rappresentano oggi (2013) il più numeroso tra i modelli di locomotive elettriche delle ferrovie ceche e delle ferrovie slovacche. Sono usate da České dráhy, operatore ferroviario della Repubblica Ceca e da ZSSK della Slovacchia. Un certo numero sono anche in possesso di ČD Cargo e ZSSK Cargo per la trazione dei treni merci.
Il progetto è stato ulteriormente sviluppato dalla fabbrica dando luogo alla serie di locomotive tipo 70E per sola corrente alternata monofase a 25 kV, immatricolate inizialmente come S 499.2 e tipo 71E, per sola corrente continua a 3 kV, immatricolate come E 499.3. Le due serie sono divenute in seguito, rispettivamente, la serie 263 e la serie 163 delle Ferrovie dello Stato cecoslovacche. Tali immatricolazioni permangono in uso fino ad oggi (2013).

## Caratteristiche

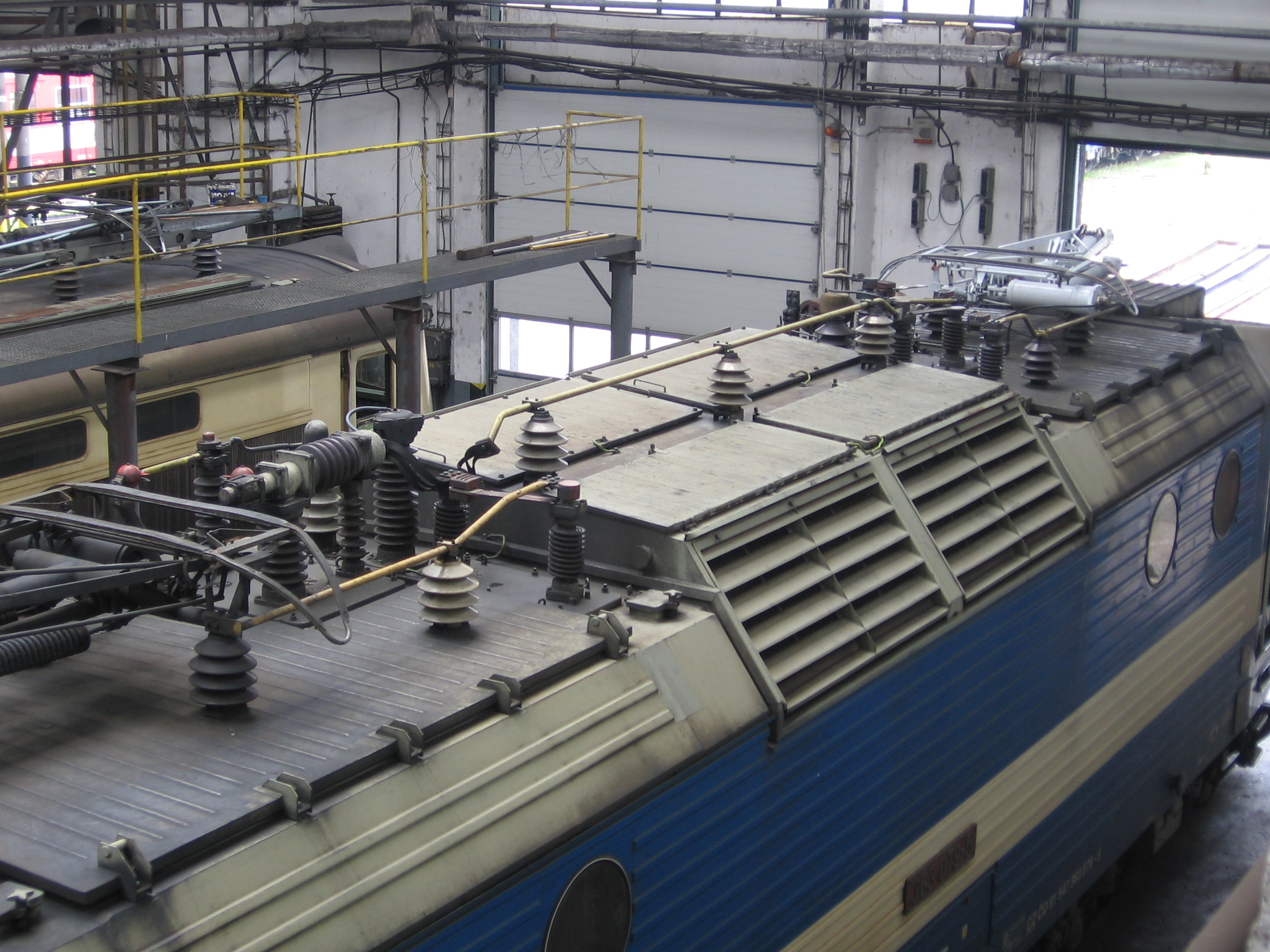
Vista dell'imperiale della 363.079 con i due pantografi monobraccio

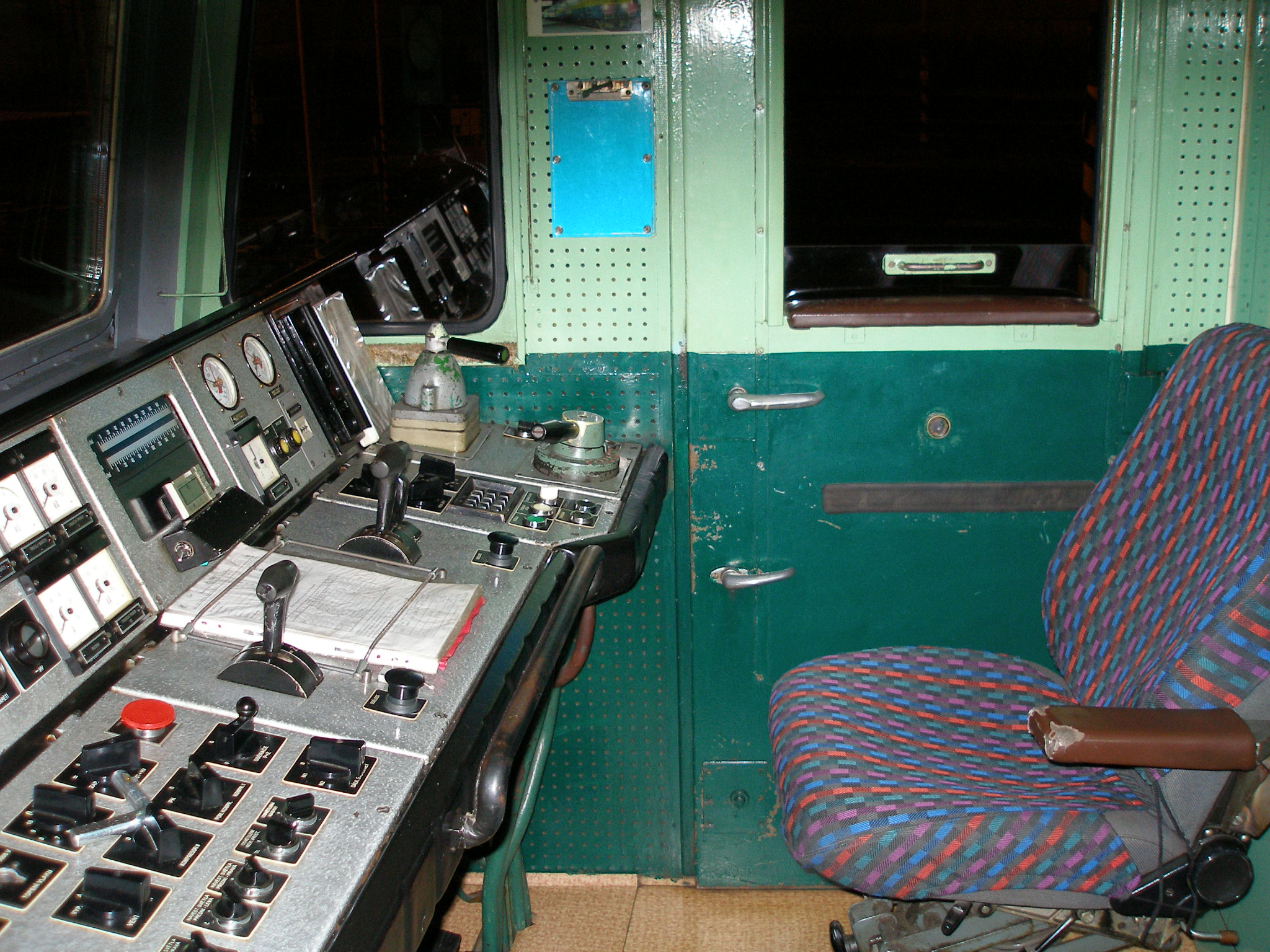
Il banco di guida, posto a destra per la circolazione sulle reti ceca o slovacca

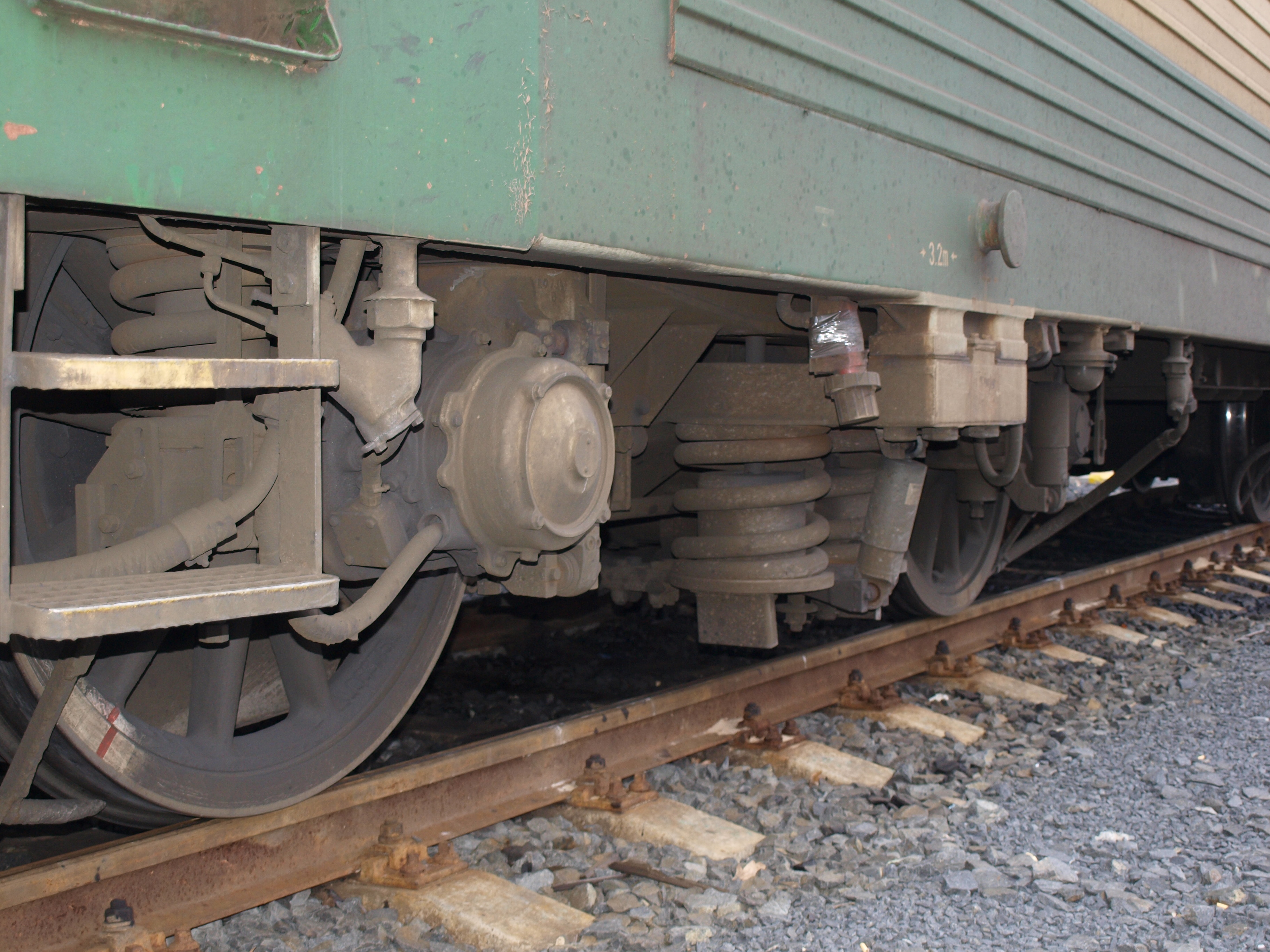
Particolare della sospensione primaria e secondaria delle locomotive

Le locomotive della intera serie 499.1, 499.2 e 499.3 in quanto costruite secondo un progetto unico hanno le medesime caratteristiche meccaniche e tecniche, le identiche prestazioni e parti componenti intercambiabili. Le uniche differenze sostanziali riguardano la parte elettrica di controllo della potenza e le parti del circuito di alimentazione riguardanti il sistema di alimentazione. 

### Cassa e meccanica
La locomotiva è a quattro assi motori divisi su due carrelli. La sua lunghezza, fra i respingenti è di 16.800 mm, l'altezza (compreso pantografi) 4.640 mm e la larghezza di 2.940 mm. Il peso è di 87 tonnellate.
La struttura è costituita da un telaio principale costituito da profilati in acciaio saldati; le testate frontali accolgono gli organi di trazione e i respingenti tradizionali di forma trapezoidale. Al di sotto, inclinati verso l'esterno, sono montati una coppia di vomeri di protezione di ciascuna ruota. La cassa è posta sul telaio ed è in lamiere di acciaio con nervature longitudinali per una maggiore rigidità. La due sezioni frontali, anteriore e posteriore, costituiscono le cabine di guida alle quali si accede da entrambi i lati mediante porte incernierate a battente con apertura verso l'interno. Entrambe le cabine sono dotate di aria climatizzata il cui impianto si trova sul tetto corrispondente. La parte frontale delle cabine è dotata di una coppia di prabrezza in vetro a doppio strato, con elementi riscaldanti incorporati. Al centro, poco più sotto di essi, è montato un doppio faro proiettore principale; nella parte inferiore, verso l'esterno, trovano posto due coppie di luci di posizione bianche e rosse. La sezione centrale della cassa costituisce la sala macchine nella quale trovano posto tutte le apparecchiature elettriche ed ausiliarie. L'accesso ad essa è possibile, dall'interno, da ambo le due cabine, ma solo a pantografi abbassati. Sull'imperiale trovano posto i due pantografi di presa corrente del tipo monobraccio. 
I carrelli della locomotiva sono stati progettati per velocità fino a 200 Km/h e ciò in previsione di potenziamenti che sono stati eseguiti su un certo numero di unità. Le locomotive hanno un doppio stadio di sospensione con molle elicoidali in acciaio (quattro per lato per la sospensione primaria e due per lato per quella secondaria) con ammortizzatori idraulici in parallelo.

### Parte elettrica
Le locomotive sono dotate di motori di trazione a corrente continua tipo AL 4562 FIR, a sei poli, a eccitazione separata, con avvolgimenti di compensazione. Sono montati sul telaio per una completa attenuazione delle sollecitazioni sulla sospensione primaria. I motori di ciascun telaio sono collegati in serie e alimentati mediante regolazione di potenza elettronica, a chopper bifase. L'alimentazione giunge direttamente dai pantografi, di tipo monobraccio, al controllo di potenza quando la locomotiva marcia sotto corrente continua; nella marcia a corrente alternata, il circuito di trazione viene alimentato tramite un trasformatore di trazione e un circuito raddrizzatore. La circuitazione delle locomotive è implementata in modo da poter disporre della frenatura elettrica a dissipazione su reostato posto sull'imperiale in posizione centrale, tra i pantografi; il freno elettrico interviene nel range di velocità 120–7 km/h. Al di sotto dei 7 km/h la frenatura avviene solo pneumaticamente. 
Il raffreddamento dei motori di trazione, dei trasformatori, dei raddrizzatori e degli inverter è a circolazione forzata di aria fornita da ventilatori assiali azionati da motori a corrente continua ed è controllato in funzione della temperatura ambiente e della corrente di trazione.

### Trasmissione e freno
La trasmissione della coppia motrice avviene mediante ingranaggi; il rapporto di trasmissione è 23/81 (26/79 nella versione potenziata). 
I sistemi frenanti della locomotiva prevedono, oltre al freno elettrodinamico anche il tradizionale freno continuo automatico ad aria compressa, il freno moderabile ad azione diretta e il freno a mano che agisce su ambedue gli assi sottostanti la cabina da cui viene azionato.
La velocità massima stabilita è di 120 km/h, elevata a 140 km/h nelle versioni modificate. La potenza omologata UIC di 3.060/3.480 kW (rispettivamente per la marcia in corrente continua a 3 kV o per quella in alternata monofase a 25 kV).